# Байтерек (космический ракетный комплекс)
Космический ракетный комплекс «Байтерек» (КРК «Байтерек»; каз. «Бәйтерек» Тополь) — стартовавший в 2004 году совместный проект Казахстана и России по созданию организационно-технической структуры для выведения космических аппаратов с космодрома Байконур экологически чистыми ракетами-носителями взамен использующей токсичные компоненты топлива ракеты «Протон». РФ разрабатывает ракету-носитель «Союз-5» (Иртыш, Сункар), которую планирует запускать с этого комплекса. Начало лётных испытаний планировалось начать в 2022 году. Впоследствии первый запуск из-за сдвигов сроков разработки эскизного проекта РН и соответственно начала работ по модернизации и строительству наземной инфраструктуры (работы начаты в конце 2022) на Байконуре сдвинули сначала на 2023, попутно отказавшись от пилотируемых пусков, а потом и на 2024.
Изначально проект реализовывался на основе РН «Ангара» (Ангара А5П), но позже из-за увеличившейся в 7 раз стоимости проекта, его задержкой на несколько лет и принятия решения о пусках РН «Ангара» с космодрома «Восточный», проект был переориентирован на использование РН «Зенит» украинского производства, а после 2014 года в связи с политической нестабильностью на Украине было предложено вернуться к российской РН среднего класса.
В связи с нестабильной политической ситуацией на Украине проект летом 2014 года был приостановлен и начались поиски вариантов его реализации на основе российских ракет-носителей. После включения в 2015 году в Федеральную космическую программу РФ до 2025 года проекта по созданию новой ракеты-носителя среднего класса Россия предложила Казахстану реализовать проект «Байтерек» с использованием этой ракеты. Комплекс «Байтерек» планируется создать на базе площадки космодрома № 45, предназначенной для запуска ракет «Зенит». Площадка включает две пусковые установки: используемую в рамках международного проекта «Наземный старт» и разрушенную аварией 1990 года.
C 2017 года проект «Байтерек» переориентирован на ракету-носитель «Союз-5» (Иртыш, Сункар).

## Совместное предприятие «Байтерек»
Для реализации проекта было создано совместное предприятие. 4 марта 2005 года вышло постановление Правительства Республики Казахстан № 207 об учреждении акционерного общества "Совместное Казахстанско-Российское предприятие «Байтерек». Учредителями СП Байтерек стали:
- со стороны Республики Казахстан — Комитет государственного имущества и приватизации Министерства финансов Республики Казахстан (50 % простых акций).
- со стороны Российской Федерации — Государственный космический научно-производственный центр имени М. В. Хруничева (50 % простых акций).

## Место нахождения
Головной офис акционерного общества «Совместное казахстанско-российское предприятие „Байтерек“» («„Бәйтерек“ Қазақстан-Ресей бірлескен кәсіпорны» акционерлік қоғамын») — организации, отвечающей за реализацию проекта — расположен в столице Казахстана г. Астане по адресу ул. Бейбитшилик 4, 5 этаж. Также есть представительства в Байконуре (ул. Октябрьская, 23) и в России в Москве (ул. Новозаводская, 18).
27 марта 2018 года, на общественных слушаниях по предОВОС проекта «Байтерек» сообщалось, что для создания КРК "Байтерек "планируется передача площадок 42, 43 и 45.

## Хронология проекта

### Старт проекта и РН "Ангара"
9 января 2004 года президенты России и Казахстана — Владимир Путин и Нурсултан Назарбаев, соответственно, подписали «Соглашение между Российской Федерацией и Республикой Казахстан о развитии сотрудничества по эффективному использованию комплекса „Байконур“». Статьёй 3 была признана необходимость «модернизации эксплуатируемых и создание новых экологически более безопасных космических ракетных комплексов для последующего поэтапного сокращения эксплуатации ракет-носителей, использующих высокотоксичные компоненты ракетного топлива». С этой целью стороны договорились, что они «разрабатывают и создают на космодроме „Байконур“ ракетно-космический комплекс „Байтерек“ с высоким уровнем экологической безопасности на базе российского ракетно-космического комплекса „Ангара“, летные испытания которого будут проведены Российской Стороной на космодроме „Плесецк“».
22 декабря 2004 года в развитие этого соглашения правительства России и Казахстана в лице Михаила Фрадкова и Даниала Ахметова подписали в Москве «Соглашение о создании на космодроме „Байконур“ космического ракетного комплекса „Байтерек“». В нём определены базовые принципы и условия сотрудничества при создании и совместном использовании на космодроме «Байконур» нового экологически безопасного космического ракетного комплекса «Байтерек», на базе объектов наземной космической инфраструктуры космодрома «Байконур» в целях выполнения коммерческих космических программ и проектов, а также реализации национальных космических программ России и Казахстана. Для создания и эксплуатации этого комплекса стороны образовали АО «Совместное Казахстанско-Российское предприятие „Байтерек“».
4 марта 2005 года вышло постановление Правительства Республики Казахстан от 4 марта 2005 года № 207 О создании акционерного общества «Совместное Казахстанско-Российское предприятие „Байтерек“».
30 марта 2005 года в Астане Генеральным директором ГКНПЦ им. Хруничева Александром Медведевым и Председателем КГИП РК Максудбеком Рахановым были подписаны учредительные документы АО «СП „Байтерек“» («„Бәйтерек“ БК» АҚ). Оно было создано создается на принципах равенства российской и казахстанской сторон, учредителями выступили: со стороны России — ГКНПЦ им. М. В. Хруничева, со стороны Казахстана — Комитет государственного имущества и приватизации Министерства финансов Республики Казахстан. Уставный капитал эквивалентен 400 тысяч долларов США, место регистрации предприятия — Казахстан, офис — в Астане. Его генеральным директором единодушным решением учредителей был одобрен генерал-майор авиации летчик-космонавт Талгат Мусабаев. Предусматривалось, что в рамках КРК «Байтерек» на космодроме «Байконур» будут построены стартовый и технический комплекс ракеты-носителя тяжёлого класса «Ангара-5». Планировалось, что маркетингом, поиском и заключением контрактов на пусковые услуги КРК «Байтерек» будет отвечать International Launch Services.
1 апреля 2005 года Учредительный договор от 30 марта 2005 года был зарегистрирован в Департаменте юстиции города Астаны за № 18780-1901-АҚ.
22 апреля 2005 года АИ «Росбалт» сообщило, что после сравнительного анализа технических и экономических аспектов всех вариантов создания «Байтерек» совместная экспертная комиссия России и Казахстана приняла решение о его создании на базе технического комплекса площадки 92 и стартового комплекса площадки 200.
30 мая 2005 года СП «Байтерек» было создано.
2 июня 2005 года президенты России и Казахстана — Путин и Назарбаев — сфотографировались в Байконуре на фоне символического камня с надписью «Здесь будет космический комплекс „Байтерек“» и одобрили начало строительства комплекса.
21 октября 2005 года Президент Казахстана Нурсултан Назарбаев подписал закон «О ратификации Соглашения между правительством Республики Казахстан и правительством Российской Федерации о создании на космодроме Байконур космического ракетного комплекса (КРК) „Байтерек“». По этому документу предусматривалось предоставление СП «Байтерек» казахстанским государством бюджетного кредита на сумму, эквивалентную 223 миллионов долларов США, сроком на 19 лет с пятилетним льготным периодом по погашению основного долга, с четырёхлетним льготным периодом по уплате вознаграждения, по ставке вознаграждения 0,5 % годовых; а также предоставление ему в Казахстане налоговых, таможенных и иных преференций.
12 февраля 2007 года глава ГКНПЦ им. Хруничева Владимир Нестеров заявил, что первые лётные испытания запланированы на 2010 год, а первый пуск — в 2012-м.
В сентябре 2007 года первый заместитель главы ГКНПЦ им. Хруничева Юрий Бахвалов сообщил, что на тот момент был выполнен и передан казахской стороне технический проект по стартовому комплексу и идёт процесс его согласования.
5 марта 2008 года глава Роскосмоса Анатолий Перминов заявил, что разработка эскизного и технического проектов космического ракетного комплекса «Байтерек» находится на стадии завершения и идёт работа над выбором и отведением трасс запуска и районов падения отделяемых частей ракеты-носителя.
3 ноября 2011 года в рамках 14-го заседания Подкомиссии по комплексу «Байконур» глава Казкосмоса Талгат Мусабаев и руководитель Роскосмоса Владимир Поповкин подписали тактико-техническое задание на опытно-конструкторскую работу по созданию на космодроме «Байконур» космического ракетного комплекса (КРК) «Байтерек» с экологически безопасной ракетой-носителем «Ангара».

### Разногласия и переход на РН «Зенит»
31 января 2012 года на коллегии Казкосмоса глава ведомства Талгат Мусабаев сообщил, что Казахстан попросил Россию подтвердить целесообразность строительства КРК «Байтерек». Он указал, что с начала проекта его цена выросла с 223 миллионов долларов до 1,64 миллиарда (более чем в 7 раз). Также он выразил беспокойство, что Россией рассматривается возможность пусков РН «Ангара» с космодрома «Восточный», и подытожил: «Если российская сторона не будет принимать участия в финансировании и создании комплекса Байтерек на базе ракеты-носителя Ангара и не будет рассматривать вопрос о предоставлении гарантий о снижении рисков, то дальнейшая реализация проекта создания Байтерека не целесообразна».
5 декабря 2012 года Талгат Мусамбаев заявил о том, что Казахстан собирается отказаться от использования РН «Ангара» на Байконуре и прорабатывает вместе с Россией вопрос перевода на другую ракету-носитель — например, на «Зенит».
13 февраля 2013 года Талгат Мусамбаев сообщил о планах перевода КРК «Байтерек» с РН «Ангара» на РН «Зенит», объявил о достижении взаимопонимания с Роскосмосом. Перед этим он объяснил затягивания с реализацией проекта срывом российской стороной сроков на 47 месяцев и удорожание проекта более чем в 7 раз от первоначальной цены.
28 марта 2013 года вице-премьер РК Кайрат Келимбетов заявил, что Казахстан и Россия договорились использовать в КРК «Байтерек» РН «Зенит» вместо РН «Ангара». 4 апреля глава Роскосмоса Владимир Поповкин подтвердил решение о замене «Ангары» на «Зенит».
10 июля 2013 года Председатель Казкосмоса Талгат Мусабаев, руководитель Роскосмоса Владимир Поповкин и представитель Государственного космического агентства Украины Юрий Алексеев обсудили возможность реализации КРК «Байтерек» на базе РН «Зенит» и подписали совместный протокол, в котором выразили заинтересованность в трёхстороннем сотрудничестве при работе над таким проектом, и договорились, что украинская сторона направит предложения, после анализа которых будет приниматься решение.
26 сентября 2013 года избран новый директор СП «Байтерек» — Куат Мустафинов.

6 февраля 2014 года пресс-служба национальной компании «Казкосмос» сообщила, что на уровне правительств России и Казахстана был утверждён план совместных действий по созданию КРК «Байтерек» на базе РН «Зенит».
3 апреля 2014 года глава МИД РФ Сергей Лавров на совместной главой МИД РК Ерланом Идрисовым пресс-конференции заявил, что ни Россия, ни Казахстан не планируют каких-либо изменений в реализации проекта «Байтерек», и в том числе, в плане перехода на использование РН «Зенит».
23 июня 2014 года Талгат Мусабаев сообщил, что на январь 2015 года запланирован вывод из аренды объектов стартового комплекса РН «Зенит-М» с передачей их от России к Казахстану.

### Украинский кризис и отказ от РН «Зенит»
16 июля 2014 года глава «Казкосмоса» Талгат Мусабаев заявил, что проект «Байтерек» не будет переходить на РН «Зенит» по причине политической ситуации на Украине; однако, он выразил уверенность, что несмотря на приостановку проекта, его необходимо реализовать, но использовать ракеты-носители не тяжёлого, а лёгкого класса — возможно, на основе первой ступени «Ангары» или «Союза».
3 октября 2014 года Талгат Мусабаев подтвердил, что КРК «Байтерек» на базе РН «Зенит» нереализуем, и поэтому идёт рассмотрение вариантов реализации проекта на основе российских ракет-носителей.

### Возврат к РН "Ангара"
- 2 июня 2015 года первый вице-премьер Казахстана Бакытжан Сагинтаев после переговоров с заместителем Председателя Правительства РФ Дмитрием Рогозиным сообщил журналистам, что строительство космического ракетного комплекса (КРК) «Байтерек» на космодроме Байконур начнется в 2021 году.
- 15 июня 2015 года — «Байтерек» будет развиваться на базе ракеты-носителя «Ангара»[36].

### РН "Протон-М", "Протон-light" и "Сункар"
- 16 сентября 2016 года — источник, близкий к Казкосмосу сообщил, что в 2020 (вместо 2019) планируется передача пусковых установок для РН "Протон-М" для модернизации их под новую РН "Протон-light". Также планируются работы по проекту "Сункар", которые в 2016 году перешли в активную стадию[37]. Согласно данным "Известия" минимум до 2025 года будут производиться пуски "Протон-М", с 2018-го начнутся летные испытания "Протон Лайт" с последующими коммерческими запусками с 2020 года, а с 2023 начнутся лётные испытания РН "Сункар" (см. инфографику внизу статьи в источнике[37]).
- 5-7 апреля 2017 года — проект РН "Протон Лёгкий" (Протон-light, Proton Light) приостановлен до 2020, "Протон-М" продолжают выпускать, Роскосмос выбрал "Сункар" в качестве РН для "Байтерек"[38][39].

### РН Союз-5 («Сункар», "Иртыш")
- 30 мая 2017 года — составной частью российско-казахстанского космического ракетного комплекса «Байтерек» станет ракета-носитель «Сункар»[40] (это версия РН «Союз-5 (Иртыш)», для стартового комплекса «Байтерек»).
- 2 июня 2017 года глава Роскосмоса Игорь Комаров сообщил СМИ, что госкорпорация намерена ускорить создание комплекса «Байтерек» путем модернизации стартового стола для ракеты-носителя «Зенит» на космодроме Байконур для проведения первого старта в 2022 году[1].
- 22 августа 2017 года глава Роскосмоса Игорь Комаров сообщил СМИ, что с 2019 года начнется выделение основных объёмов финансирования для модернизации стартового комплекса «Зенит» на космодроме «Байконур» под запуски разрабатываемой ракеты-носителя «Союз-5», которые продолжатся также в 2020 и 2021 гг[41].
- 1 сентября 2017 года — Роскосмос должен предоставить Казахстану данные для разработки технико-экономического обоснования для модернизации наземной инфраструктуры пусковых площадок. Ориентировочная оценка стоимости создания комплекса «Байтерек» следующая: на ракету-носитель требуется порядка $500 млн, на модернизацию наземной инфраструктуры — порядка $245 млн[42].
- 19 октября 2017 года заместитель генерального директора Роскосмоса Сергей Савельев сообщил СМИ, что эскизный проект по созданию «Байтерека» будет разработан до ноября 2017 года[43]. Вице-министр оборонной и аэрокосмической промышленности Казахстана Марат Нургужин добавил, что ориентировочная стоимость наземной инфраструктуры «Байтерека» может составить от $280 до 310 млн. Стоимость проекта будет уточнена в процессе разработки технико-экономического обоснования (ТЭО). Министерством национальной экономики Казахстана выделены соответствующие средства на финансирование разработки ТЭО с ноября 2017 года, работа по разработке ТЭО будет завершена к сентябрю 2018 года[44].
- 1 марта 2018 года — начата передача в собственность Казахстана из российской аренды на космодроме Байконур стартового стола, технического и монтажно-испытательного комплекса под ракету-носитель «Зенит» (площадки 42, 43, 45). В рамках соглашения по проекту «Байтерек» эта стартовая инфраструктура должна быть модернизирована под новую российскую ракету-носитель среднего класса «Союз-5» полностью за счёт казахстанской стороны[45][46].
- 1 июня 2018 года — российской стороной переданы 212 объектов площадок 42,43,45 (использовались для запуска РН «Зенит») на космодроме Байконур. Осталось передать 31 объект. Однако процедура с окончательным подписанием всех необходимых документов может продлиться ещё три-шесть месяцев[46].
- 22 августа 2018 года Россия (Роскосмос) и Казахстан (министерство оборонной и аэрокосмической промышленности) подписали соглашение о создании стартового комплекса «Байтерек»[47].
- 5 апреля 2019 года делегация Госкорпорации «Роскосмос» во главе с её генеральным директором Дмитрием Рогозиным, в ходе визита в Казахстан была принята Президентом и Премьер-Министром Республики Казахстан. В ходе деловой встречи, стороны согласовали порядок дальнейших совместных практических действий по реализации проекта создания КРК «Байтерек» с выходом на его летные испытания в 2022 году[48].
- сентябрь 2019 — Президент РФ Владимир Путин предложил назвать создаваемый для запусков с Байконура перспективных ракет-носителей среднего и полутяжёлого классов «Союз-6» и «Союз-5» ракетно-космический комплекс в честь первого президента Казахстана. «Роскосмос» сообщает, что стартовый комплекс получит название «Назарбаевский старт»[49]. По состоянию на ноябрь 2019 года, документы о смене названия комплекса находились ещё в стадии проработки[5].
- 31 октября 2019 года глава Роскосмоса Дмитрий Рогозин сообщил СМИ, что с 2020 года должна начаться модернизация стартового комплекса для ракет-носителей «Зенит», с которого впоследствии будет запускать "Союз-5 и «Союз-6»[50]. Пуск ракеты-носителя «Союз-5» перенесли на 2023 год, а пуск ракеты-носителя «Союз-6» — на 2025 год[5].
- 2019 год — Роскосмос перенес сдачу эскизного проекта на КРК «Союз-5» с 30 октября 2019 года на 30 октября 2020 года.
- 18 декабря 2019 года министр цифрового развития, инноваций и аэрокосмической промышленности Казахстана Аскар Жумагалиев сообщил СМИ, что модернизация наземной инфраструктуры комплекса «Зенит-М» на Байконуре обойдется в 233 млн долларов (отвечает и финансируется Казахстаном), вместо 283 млн долларов за счёт того, что пилотируемые запуски больше не планируются с Байконура в рамках данной программы[6].
- 15 февраля 2020 года Президент Казахстана Касым-Жомарт Токаев подписал закон о ратификации протокола о внесении изменений в соглашение между правительствами Казахстана и России о создании на космодроме Байконур космического ракетного комплекса (КРК) «Байтерек»[2].
- 26 сентября 2020 года Роскосмос на своем сайте сообщил, что ЦЭНКИ вместе с казахстанскими строителями приступит к реконструкции стартового стола «Зенит» 16 октября. Такое решение было принято по итогам переговоров главы Роскосмоса Дмитрия Рогозина с министром цифрового развития, инноваций и аэрокосмической промышленности Республики Казахстан Багдатом Мусиным[51][52].

- 3 ноября 2020 года на сайте госзакупок Роскосмос разместил документы, согласно которым сдача эскизного проекта на космический ракетный комплекс «Союз-5» отложена на восемь месяцев — 30 октября 2020 года на 30 июня 2021 года[53].
- 16 сентября 2021 года ЦЭНКИ (входит в Роскосмос) и ТОО Basis construction (Казахстан) подписали договор на создание комплекса для пусков ракеты-носителя «Союз-5» на Байконуре, стороны приступают к реконструкции стартового и технического комплексов ракеты «Зенит» для их модернизации в рамках проекта «Байтерек»[54][55].
- 9 августа 2022 года в ходе встречи министра цифрового развития, инноваций и аэрокосмической промышленности Республики Казахстан Багдата Мусина и генерального директора Роскосмоса Юрия Борисова представители России и Казахстан отметили объективную необходимость переноса сроков начала первого испытательного пуска по проекту «Байтерек» на 2024 год[7].
- 20 апреля 2023 года глава Роскосмоса Юрий Борисов в Астане провел рабочую встречу с министром цифрового развития, инноваций и аэрокосмической промышленности Казахстана Багдатом Мусиным. Стороны обсудили синхронизацию работ по созданию ракеты «Союз-5» и стартового комплекса на Байконуре по проекту «Байтерек». Стороны отметили стратегическую важность проекта и договорились о продолжении работ по его реализации. Ранее, 17 апреля, Борисов провел в РКЦ «Прогресс» совещание, посвященное созданию ракеты-носителя «Союз-5»[56].
- 28 июля 2023 года в связи с «осложнением геополитической обстановки в мире, которая привела к разрыву цепочек поставок комплектующих и увеличению длительности работ» Казахстан отложил, намеченные на 2023 год испытания проекта «Байтерек» по строительству стартовой площадки для новой космической ракеты «Союз-5»на 2025 год . Пуски трех ракет с этой площадки перенесутся с 2025 на 2027 год. О планах властей Казахстана отложить реализацию намеченных задач в рамках сотрудничества с Россией в космической отрасли говорится в соответствующем проекте постановления правительства, опубликованном на портале «Открытые НПА». Его общественное обсуждение завершится 7 августа 2023 года.[57]

### Ожидаемые события
- Казахстан направит на финансирование создания комплекса «Байтерек» 233 млн долларов[58]. Вице-министр цифрового развития, инноваций и аэрокосмической промышленности Казахстана Марат Нургужин уточнил, что сумма, выделяемая Казахстаном на проект, была уменьшена с порядка 283 млн до 233 млн долларов, поскольку на Байконуре будет реализован непилотируемый старт для «Союза-5». Окончательная стоимость создания будет озвучена после внесения в министерство национальной экономики на экспертизу технико-экономического обоснования проекта. Реализация проекта намечена на 2020—2023 годы.
- 2020 год — передача в собственность Казахстана из российской аренды на космодроме Байконур пусковой установки для ракет «Протон». С 2020 года ракеты «Протон» смогут запускать и Россия, и Казахстан. На Байконуре будут одновременно задействованы как минимум две пусковые установки для «Протонов»[37].
- 2023 год — окончание строительства наземной инфраструктуры для запуска РН Союз-5.
- 2024 год — начало лётных испытаний РН Союз-5[7].

## Комментарии
1. ↑  «Соглашение между Российской Федерацией и Республикой Казахстан о развитии сотрудничества по эффективному использованию комплекса „Байконур“» Архивная копия от 9 ноября 2014 на Wayback Machine от 9 января 2004 года
2. ↑  «Соглашение о создании на космодроме „Байконур“ космического ракетного комплекса „Байтерек“» Архивная копия от 9 ноября 2014 на Wayback Machine от 22 декабря 2004 года
3. ↑  Постановление Правительства Республики Казахстан от 4 марта 2005 года № 207 О создании акционерного общества «Совместное Казахстанско-Российское предприятие „Байтерек“» Архивная копия от 9 ноября 2014 на Wayback Machine